# Cuộc đột kích Tatsinskaya
Cuộc đột kích Tatsinskaya là một trận đánh nằm trong Chiến dịch Sao Thổ diễn ra từ ngày 24 đến ngày 29 tháng 12 năm 1942. Trong trận này, Quân đoàn xe tăng 24 do Thiếu tướng Vasily Badanov chỉ huy đã mở một trận đột kích vào nhà ga, các kho quân sự Đức tại Tatsinskaya và sân bay Tatsinskaya - một đầu cầu hàng không quan trọng để tiếp tế cho Tập đoàn quân số 6 Đức đang bị vây ở Stalingrad. Do không có sự phối hợp giữa bộ binh với xe tăng và những mục tiêu hạn chế sau khi sửa đổi kế hoạch Sao Thổ chưa được quán triệt đến đơn vị này, Quân đoàn xe tăng 24 đã bị cô lập giữa các lực lượng Đức, buộc phải tác chiến trong hậu cứ của đối phương trong hơn 5 ngày.
Lực lượng Quân đoàn xe tăng 24 tại thời điểm đột kích gồm ba lữ đoàn xe tăng, một lữ đoàn cơ giới, một trung đoàn pháo phòng không, một tiểu đoàn pháo phản lực và hai tiểu đoàn công binh, kỹ thuật hậu cần; trang bị chủ yếu gồm 39 xe tăng T34 và 19 xe bọc thép T-20. Cuộc đột kích vào ở phía sau các lực lượng Đức đang hoạt động ở cánh phải của Cụm tác chiến Hollidt được tiến hành trong điều kiện rất lạnh giá của mùa đông ở Nga. Tuyết dày, sương đêm, và nhiệt độ thấp, đôi khi đến âm 10 độ C. Tuy tác chiến độc lập và phải đối mặt với nhiều lực lượng lớn của đối phương, quân đoàn này đã gây cho quân Đức nhiều thiệt hại lớn trong suốt tuyến vận động của họ, góp phần phá vỡ cuộc phản công do Quân đoàn xe tăng 48 (Đức) làm chủ công tại khu vực Nizhni Chirskaya và phá vỡ một đầu cầu hàng không quan trọng của Cụm tập đoàn quân Sông Đông (Đức) đang làm nhiệm vụ tiếp tế cho cánh quân của Paulus bị vây tại Stalingrad.

## Bối cảnh
Sau Chiến dịch Sao Thiên Vương, Hồng quân Xô Viết đã hoàn tất việc bao vây 33 vạn quân Đức của Tập đoàn quân số 6 và một phần Tập đoàn quân xe tăng 4 tại khu vực Stalingrad. Đến giữa tháng 12, quân đội Đức Quốc xã mở Chiến dịch Bão Mùa đông với mục đích chọc thủng vòng vây của quân đội Liên Xô xung quanh Tập đoàn quân số 6 (Đức Quốc xã). Tại mặt Nam của chiến dịch do Cụm quân Hoth phụ trách, quân Đức đã tiến tới gần sát vòng vây phía trong, chỉ còn cách cụm quân Paulus 48 cây số. Cầu hàng không tiếp vận cho khối quân bị vây dự kiến vẫn được duy trì cho đến khi vòng vây bị phá. Trước tình hình đó, Bộ Tổng tư lệnh tối cao Liên Xô STAVKA quyết định mở Chiến dịch Sao Thổ nhằm bao vây toàn bộ Cụm Tập đoàn quân A của Đức bằng mũi đột kích sâu hướng xuống phía Nam và tới khu vực duyên hải biển Azov. Chiến dịch Sao Thổ có thể gây nên một nguy cơ đe dọa lớn đối với toàn bộ cánh Nam của quân Đức tại mặt trận Xô-Đức đến mức buộc Cụm tập đoàn quân Sông Đông (Đức) phải từ bỏ toàn bộ kế hoạch giải vây cho Tập đoàn quân số 6. Thay vào đó, họ phải tập trung binh lực vào việc chặn đứng các đợt tiến quân của quân đội Liên Xô - vốn đang huy động ngày càng nhiều binh sĩ ra các khu vực mặt trận Xô-Đức. Kết quả là sư đoàn xe tăng 11, sư đoàn xe tăng 17 và Sư đoàn bộ binh 306, những lực lượng sung sức nhất dành cho nhiệm vụ giải vây tại Cụm tác chiến Hollidt đã được điều về phía Tây nhằm giải quyết nguy cơ các cụm quân xe tăng - cơ giới Liên Xô đang đe dọa đánh chiếm Tatsinskaya và thiết lập một phòng tuyến bảo vệ các sân bay quan trọng tại khu vực này.

## Binh lực tham chiến

### Quân đội Liên Xô

#### Binh lực

##### Chủ lực
- Quân đoàn xe tăng số 24 (Tư lệnh: Thiếu tướng V.M. Badanov)
  - Lữ đoàn xe tăng cận vệ số 4 (Tư lệnh: Đại tá G.I. Kolypov)[* 1]
  - Lữ đoàn xe tăng số 54 (Tư lệnh: Đại tá V.M. Polyakov)
  - Lữ đoàn xe tăng số 130 (Tư lệnh: Đại tá S.K. Nesterov)
  - Trung đoàn bộ binh cơ giới số 24 (Tư lệnh: Đại tá V.S. Savchenko)[* 2]
  - Các đơn vị trực thuộc Bộ tư lệnh quân đoàn
    - Đoàn công binh gỡ mìn số 13
    - Căn cứ sửa chữa cơ động số 158

##### Lực lượng tăng viện
- Trung đoàn pháo phòng không số 658
- Tiểu đoàn pháo phản lực cận vệ số 413

##### Các lực lượng phối hợp
- Quân đoàn xe tăng 18
- Quân đoàn bộ binh cơ giới cận vệ 1
- Quân đoàn không quân hỗn hợp số 3 của Tập đoàn quân không quân số 17 nhận nhiệm vụ hỗ trợ từ trên không thông qua một sĩ quan liên lạc ở trong bộ chỉ huy của quân đoàn số 24.

#### Kế hoạch
Đơn vị thực thi trận đánh này là Quân đoàn xe tăng số 24 thuộc Tập đoàn quân cận vệ số 3 (Tư lệnh: Dmitry Danilovich Lelyushenko) thuộc Phương diện quân Tây Nam (Tư lệnh: Thượng tướng Nikolai Fyodorovich Vatutin). Quân đoàn số 24 là lực lượng được xây dựng với mục đích khai thác các đột phá khẩu theo học thuyết Chiến tranh chiều sâu. Chính vì vậy lực lượng này không được tung ra vào lúc đầu mà vào giai đoạn sau, khi đột phá khẩu đã được mở trên trận tuyến của địch quân.
Sau các trận đánh thọc sâu suốt từ Mankovo Kalitva qua Lozovskoye và Kirivorozhe đến Bolshinka trong 8 ngày, Quân đoàn chỉ còn 39 xe tăng T34 và 19 xe bọc thép T-20 hoạt động được, phương tiện vận tải cơ giới còn 50% và quân số còn 70%. Trước khi xuất phát tiến công, quân đoàn được trang bị bổ sung hai cơ số đạn dược, hai cơ số nhiên liệu và dầu bôi trơn, cùng với cơ số lương thực đủ dùng cho 5 ngày.

### Quân đội Đức Quốc xã

#### Lực lượng tại chỗ
Cụm tác chiến Hollidt hầu như không có lực lượng tại chỗ ở đột phá khẩu.

#### Lực lượng cơ động ngăn chặn
- Quân đoàn xe tăng 48
  - Sư đoàn xe tăng 11
  - Sư đoàn xe tăng 16
  - Sư đoàn bộ binh 306
  - Trung đoàn pháo tự hành 671
  - Hai tiểu đoàn pháo chống tăng của các trung đoàn pháo binh 4 và 101.

#### Kế hoạch
Do tính bất ngờ của cuộc đột kích, Cụm tác chiến Hollidt không dự kiến được cuộc đột kích của xe tăng Liên Xô tại khu vực này nên không có kế hoạch và binh lực để phòng thủ tại chỗ và phải đối phó một cách bị động. Cụm tập đoàn quân Sông Đông chỉ biết đến sự hiện diện của Quân đoàn xe tăng 24 (Liên Xô) tại tuyến sau của họ ngày 26 tháng 12 khi những binh đội vận tải đường sắt tại nhà ga Tatsinskaya và các phi đội máy bay vận tải tại sân bay Tatsinskaya bị tấn công. Vì trong tay không còn lực lượng dự bị nào rảnh rỗi trong khi Tập đoàn quân 8 Italia hầu như bị đánh tan trên cánh Bắc, tướng Hollidt chỉ còn cách điều các sư đoàn xe tăng 11 đang chiến đấu với Tập đoàn quân xe tăng 5 (Liên Xô) quay về Tatsinskaya để đối phó, đồng thời, điều sư đoàn cơ giới 16 vừa được tăng cường, trung đoàn pháo tự hành 671 và hai tiểu đoàn pháo chống tăng đang bảo vệ hậu cứ ra tuyến Krasnovka, Milerovo, Ilinka để bịt lỗ thủng đột phá.

## Diễn biến trận đánh
Cuộc tấn công của Tập đoàn quân cận vệ 3 bắt đầu ngày 16 tháng 12 năm 1942. Nhằm đẩy nhanh việc chọc thủng các tuyến phòng thủ của Cụm tác chiến Hollidt (vốn do các sư đoàn bộ binh đảm đương), tướng D. D. Lelyushenko tung thêm hai quân đoàn xe tăng 18 và 25 từ thê đội hai vào cửa đột phá ngay trong giai đoạn đầu của chiến dịch. Ngày hôm sau (17 tháng 12), Quân đoàn xe tăng 24 được tung vào trận đánh lúc 11 giờ 30 phút. Tại thời điểm đó, các quân đoàn xe tăng 18 và 25 đã đến được khu vực Vashuky - Medovo và bắt đầu hợp vây Tập đoàn quân 8 Italia đồng thời chạm trán với các đơn vị quân Đức thuộc sư đoàn bộ binh 296 (Cụm tác chiến Hollidt) đang nống ra khôi phục tình hình. Quân đoàn xe tăng 25 bắt đầu mở một cuộc đột kích sâu đến Milerovo nằm ở Tây Bắc Tatsinskaya. Quân đoàn xe tăng 18 đột kích qua Vyazhinsky, Kashary đến Kachalin nằm ở phía Đông Bắc Tatsinskaya. Mục đích của hai đợt đột kích của các quân đoàn xe tăng 18 và 25 nhằm mục đích cắt đứt các lực lượng Đức Quốc xã đang tiến hành Chiến dịch Bão Mùa đông nhằm giải vây cho Tập đoàn quân 6. Riêng Quân đoàn xe tăng 24 không dừng lại tại Ilinka mà tiếp tục cơ động lên phía trước, đột kích thẳng vào Tatsinskaya, một trong các đầu cầu hàng không và đường sắt quan trọng của quân Đức trên mặt trận Stalingrad.

### Đột kích sân bay Tatsinskaya

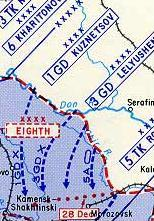
Một phần bản đồ của Học viện Lục quân Hoa Kỳ miêu tả cuộc đột kích của hai quân đoàn xe tăng số 24 và 25 của Liên Xô (mũi tên 3GD = 2 quân đoàn xe tăng số 24; mũi tên không có ghi chú = 25th Tank Corps.

Cuộc tấn công nhằm vào khu vực sân bay của Đức tại Tatsinskaya, một trong những đầu cầu hàng không quan trọng nhằm tiếp tế cho Tập đoàn quân số 6 đang bị vây tại Stalingrad. Chiều ngày 23 tháng 12, các đơn vị đi trước của quân đoàn này đã vượt sông Bystraya, một chi lưu nhỏ của sông Bắc Donets tại khu vực Skotsyrskaya phía Bắc Tatsinskaya khoảng 30 km. Đêm Giáng sinh 24 rạng sáng 25 tháng 12 năm 1942, quân đoàn đã tiếp cận và tổ chức đánh chiếm sân bay bằng ba mũi tấn công mà không chờ trung đoàn bộ binh cơ giới 24 còn đang vượt sông Bystraya. Lữ đoàn xe tăng 130 tấn công từ hướng Nam và Đông Nam, Lữ đoàn xe tăng cận vệ 4 tấn công từ hướng Bắc và Tây Bắc, Lữ đoàn xe tăng 54 tấn công từ hướng Tây và Tây Nam. Lúc đó, tướng Fiebig, chỉ huy sân bay, do không được báo trước về cuộc đột kích của xe tăng Liên Xô nên vẫn cho sân bay hoạt động như bình thường để thực hiện các chuyến tiếp tế cuối cùng trong ngày cho Cụm quân Stalingrad. Một sĩ quan Hồng quân tham chiến tại trận này kể lại:
| “                                                  | Các chi đội xe tăng của chúng ta bất ngờ đột phá vào bên trong sân bay quân sự Tatsinski. Lực lượng đầu tiên đột phá vào khu vực của quân địch là tiểu đoàn của Đại tá Neachev. Một trận đánh ác liệt diễn ra giữa xe tăng của ta và pháo binh của địch. Bọn Đức bắn lựu đạn vào các xe tăng Nga và phá hủy một vài chiếc. Tuy nhiên các lực lượng xe tăng Xô Viết đã phá vỡ phòng tuyến của bọn phát xít Đức. Sau khi tiêu diệt các lực lượng tuần tra, các binh sĩ Nga bắt đầu bắn vào những tên phi công Đức đang chạy một cách tuyệt vọng về phía những máy bay nhằm thoát thân. | ” |
| — Chương trình của Đài Tiếng nói Nước Nga dẫn lại, | |   |

Tướng không quân Đức Quốc xã Fiebig kể lại:
| “         | Hoạt động trên đường băng lúc này rất náo nhiệt, tiếng động cơ máy bay khởi động, cất cánh và hạ cánh làm cho chúng tôi không nghe thấy gì khác. Buổi sáng hôm đó, trời có trần mây thấp và sương mù buộc tôi phải nghĩ đến việc tạm dừng các chuyến bay. Vừa ra lệnh dừng bay thì đúng lúc đó, chúng tôi bất ngờ bị tấn công | ” |
| — Fiebig, | |   |

7 giờ 20 phút, những cột lửa đầu tiên dựng lên tại khu để máy bay khi hai chiếc Ju-52 chở đầy dầu bị trúng đạn pháo từ xe tăng Liên Xô. Do tiếng ồn và sự náo loạn trên sân bay, nhiều phi công thậm chí đã không nhận ra điều gì đang xảy ra, ngay cả khi hai chiếc Ju-52 bị trúng đạn và bốc cháy. Tướng Fiebig đổi ý và ra lệnh: "Cất cánh ngay và bay về Novocherkash!". Các phi công Đức sắp máy bay thành hàng để chuẩn bị cất cánh, bất chấp nhiều chiếc bị bắn cháy và thương vong ngày càng lớn. Tuy nhiên, chỉ có đợt máy bay đầu tiên chưa đến 10 chiếc Ju-52 kịp cất cánh. Tai họa với không quân Đức thực sự xảy ra khi một chiếc xe tăng Liên Xô đâm vào một xe bồn tiếp dầu bị bỏ lại trên đường băng và cả hai xe cùng bốc cháy. Đường băng vô tình bị khóa lại khiến các máy bay tiếp theo không thể cất cánh và làm mồi cho hỏa lực xe tăng Liên Xô. Mấy chiếc Ju-52 cuối cùng cất cánh từ bãi cỏ tưởng đã thoát nhưng vẫn bị hỏa lực phòng không của pháo phòng không tự hành Liên Xô bắn hạ. Mảnh vỡ của chúng tung tóe khắp nơi và làm bắt lửa những chiến máy bay khác còn nằm trên đường băng. Xe tăng Liên Xô lần lượt phá hủy các máy bay Đức bằng pháo tăng và cả những cú đâm trực diện. 8 giờ 15 phút, tướng Fiebig thoát được lên không trên một chiếc He-111 cất cánh từ bãi cỏ cạnh đường băng. Trận công kích sân bay kết thúc với hơn 100 máy bay tiêm kích và cường kích, 108 chiếc ném bom Ju-86 và 72 chiếc vận tải Ju-52 bị phá huỷ. Tổng số khoảng 300 máy bay trong đó có 72 chiếc Ju-52 bị mất chiếm 10% số lượng máy bay vận tải của không quân Đức Quốc xã. Phần lớn số máy bay của Đức không bị bắn cháy mà bị xe tăng Liên Xô cán nát. Nhiều chiếc bị phá hủy khi chúng vẫn còn đang nằm trên đường ray xe lửa chờ được dỡ xuống. Chỉ có khoảng 100 máy bay Đức cất cánh và chạy thoát được về Novocherkash.
Kurt Streit, một trong những lính Đức thoát chết chứng kiến trận đánh đã viết trong cuốn sách "Những người trở về từ địa ngục", xuất bản tại nước Đức:
| “              | Buổi sáng của ngày 24 tháng 12 năm 1942, bình minh tại chân trời phía đông mờ nhạt trong làn sương mù màu xám dày đặc. Đúng lúc đó, xe tăng Liên Xô đột ngột khai hoả vào doanh trại và sân bay. Những chiếc máy bay ngay lập tức bùng cháy như những ngọn đuốc. Lửa khói hoành khắp mọi nơi. Mảnh vỡ và đạn bay tứ tung. Một tài xế bỏ lại chiếc xe chở dầu giữa đường băng và điên cuồng hò hét: "Tăng Nga đến, nấp đi, trốn đi". Bất cứ thứ gì có thể sử dụng được để di chuyển, chạy trốn, bay trốn đều được đem dùng để di tản theo mọi hướng. Chẳng cần đến ai phải ra lệnh, các phi công đều cố sức chạy thoát khỏi địa ngục này về Novocherkash... Trên đường băng, một chiếc xe tăng đâm thẳng vào một chiếc Ju-52 làm bùng lên một cột lửa khói với tiếng nổ inh tai... Tiếng máy xe tăng gầm rú, bánh xích nghiến ken két trên đường băng, tiếng động cơ máy bay hòa lẫn với tiếng nổ, tiếng pháo và súng máy hòa vào nhau thành một thứ âm thanh hỗn tạp và quái đản. Tất cả những điều đó tạo ra một hình ảnh hoàn chỉnh cho địa ngục này. | ” |
| — Kurt Streit, | |   |

### Tấn công nhà ga Tatsinskaya
Trong khi các lữ đoàn xe tăng phá hủy căn cứ không quân Đức tại sân bay Tatsinskaya, trung đoàn bộ binh cơ giới 24 tiếp cận sau đã vọt tiến đến đột kích vào nhà ga Tatsinskaya. Cũng như tại sân bay Tatsinskaya, các đội vệ binh mỏng yếu của quân Đức tại nhà ga này hoàn toàn bất ngờ trước sự xuất hiện đột ngột của lực lượng cơ giới Liên Xô. Sau 20 phút giao tranh, trung đoàn bộ binh cơ giới 24 đã chiếm được nhà ga, thu giữ và phá hủy nhiều kho hàng quân sự lớn, phá hủy nhiều đầu máy và toa xe lửa. Hơn 100 khẩu pháo và hàng chục xe tăng trên một đoàn tàu đang chuẩn bị khởi hành đến ga Morozovsk gần mặt trận cũng bị công binh Liên Xô dùng mìn phá huỷ. Một đoàn tàu khác chở đầy linh kiện máy bay chưa lắp ráp cũng bị đánh chiếm. Lúc 8 giờ 30 phút ngày 24 tháng 12, khi số phận sân bay Tatsinskaya đã được định đoạt, tướng V. M. Badanov điều lữ đoàn xe tăng cận vệ 4 còn sung sức đến tiếp ứng cho trung đoàn cơ giới 24. Giao thông đường sắt trên tuyến Likhaya - Morozovsk của quân Đức bị cắt đứt.
Tuy nhiên, sau khi làm chủ sân bay và nhà ga Tatsinskaya, Quân đoàn xe tăng 24 bị cắt đứt khỏi chủ lực tập đoàn quân cận vệ 3. Họ đang nằm sâu trong phòng tuyến của quân Đức và không còn nhận được sự tiếp ứng của các đơn vị khác. Sự việc được báo cáo lên Tư lệnh phương diện quân Tây Nam. N. F. Vatutin cho phép V. M. Badanov trong tình huống xấu nhất có thể bỏ Tatsinskaya. Từ Đại bản doanh Bộ Tổng tư lệnh tối cao, Phó Tổng tư lệnh G. K. Zhukov điện cho Tư lệnh phương diện quân Tây Nam N. F. Vatutin:
| “               | Hãy nhớ Badanov, không được quên Badanov, dù tình hình thế nào cũng phải giải vây cho Badanov | ” |
| — Konstantinov, |                                                                                               |   |

### Thoát vây
Ngoài việc bị mất hai đầu mối giao thông đường sắt và hàng không trong cùng một ngày, đòn đột kích sâu của Quân đoàn xe tăng 24 (Liên Xô) đã gây sự lo lắng lớn cho Bộ tư lệnh Cụm tập đoàn quân Sông Đông (Đức) trước nguy cơ chính mình cũng bị bao vây đang hiển hiện trước mắt. Thống chế Erich von Manstein viết:
| “                     | Cuối cùng, tôi buộc phải lệnh cho Sư đoàn xe tăng 11 của Quân đoàn xe tăng 48 quay về mà trong lòng nặng trĩu. Vì các lực lượng còn lại của Tập đoàn quân 3 Romania không đủ sức để phòng thủ tại Verkhni Chirskaya và cần phải khôi phục tại tình hình phòng tuyến ở sườn phía Tây đã bị xe tăng Liên Xô chọc thủng. Thay vào đó, Tập đoàn quân xe tăng 4 phải lập được một lá chắn thép trên hạ lưu sông Chir. Không có nó, không thể giữ được mặt trận. | ” |
| — Erich von Manstein, | |   |

Trong điều kiện các lực lượng dự bị đã được căng hết ra tuyến trước, ngày 25 tháng 12, thống chế Manstein buộc phải điều sư đoàn xe tăng 11 (chủ lực của Quân đoàn xe tăng 48) và sư đoàn xe tăng 6 (từ Cụm quân Hoth) cùng các sư đoàn bộ binh 306 và 336 kéo về Tatsinskaya - Apanaskino để đối phó với Quân đoàn xe tăng 24 (Liên Xô). Sáng 26 tháng 12, các sư đoàn bộ binh 306 và 336 (Đức) đã bịt được cửa mở tại Skotsyrskaya, cắt rời quân đoàn xe tăng 24 khỏi chủ lực Phương diện quân Tây Nam lúc này đã tiến đến phía Nam Ilinka. Sư đoàn xe tăng 11 chiếm lại được Tatsinskaya, còn sư đoàn xe tăng 6 thọc xuống Apanaskino để "săn lùng" Quân đoàn xe tăng 24. Ba đoàn xe lửa bọc thép PZ 10a, 10b và 28 cũng được huy động vào cuộc truy tìm. Tại hướng Bắc, một cụm quân cơ động lâm thời cũng được thiết lập với mục đích tìm diệt đoàn xe tăng Liên Xô. Tuy nhiên, đến chiều ngày 27 tháng 12, quân đoàn này đã cơ động đến Mikhailovka trên tả ngạn sông Bytritsa, cách Tatsinskaya 25 km về phía Tây Bắc và dùng công binh chuẩn bị phương tiện vượt sông.
Bộ Tổng Tư lệnh tối cao lập tức yêu cầu Bộ chỉ huy Phương diện quân Tây Nam phải bằng mọi cách nhanh chóng giải cứu cho Quân đoàn xe tăng 24. Lực lượng phù hợp nhất cho nhiệm vụ này là Quân đoàn xe tăng số 25. Nhưng sau hơn 10 ngày chiến đấu liên tục, quân đoàn này chỉ còn 25 xe tăng còn sử dụng được. Một lực lượng khác đã được huy động để hỗ trợ là Quân đoàn cơ giới cận vệ 1 cũng đang chịu nhiều thiệt hại nặng. Hai quân đoàn này được tăng cường bộ binh yểm hộ xe tăng. Tuy nhiên, những nỗ lực đột phá đến Tatsinskaya của hai quân đoàn này đều bị các sư đoàn bộ binh 306, 336 và sư đoàn xe tăng 11 (Đức) chặn đứng. Không còn cách nào khác, ngày 28 tháng 12 năm 1942, V. M. Badanov được phép mở cuộc đột kích phá vây thoát ra ngoài. Họ đã vượt sông Bystritsa thành công và về đến Ilinka ngày 29 tháng 12 dù phải tự phá hủy phần lớn phương tiện cơ giới.

## Kết quả, ảnh hưởng và đánh giá

### Kết quả
Phía Liên Xô cho rằng: Quân đoàn xe tăng 24 đã hoàn thành vượt mức nhiệm vụ được giao. Khoảng 11.000 lính Đức cùng với 84 xe tăng, 106 pháo cối và 300 máy bay cùng nhiều kíp bay và hầu hết các đội lính phục vụ mặt đất bị tiêu diệt; trong đó có nhiều máy bay vận tải rất cần thiết của không quân Đức đối với nhiệm vụ tiếp tế cho Cụm quân Paulus. Phía Liên Xô cũng khẳng định có đến 5.000 tù binh Đức đã bị bắt sống trong trận này.

### Ảnh hưởng
Đây là lần đầu tiên, Quân đội Liên Xô đã chọc thủng phòng tuyến và tiến sâu vào hậu cứ của Quân đội Đức Quốc xã, buộc quân Đức phải thay đổi kế hoạch ban đầu của mình. Các hoạt động đột kích và phá hoại trước đó của các lực lượng kỵ binh, lính dù và du kích Liên Xô chưa gây nên nhiều thiệt hại nặng nề cho quân Đức như Quân đoàn xe tăng 24 đã làm được trong trận này. Trước mối đe dọa của Phương diện quân Tây Nam đối với hậu cứ của Cụm tập đoàn quân Sông Đông, một phần lớn lực lượng Đức tham gia chiến dịch Bão Mùa đông bị điều về khu vực này, góp phần làm phá sản kế hoạch giải vây cho Cụm quân Stalingrad của quân đội Đức Quốc xã.

### Đánh giá
Mặc dù các quân đoàn xe tăng Liên Xô đều bị tổn thất nhưng cuộc đột kích vào Tatsinskaya là một thắng lợi quan trọng về mặt chiến thuật của Quân đội Liên Xô. Không những thế, sự kiện này còn ảnh hưởng cả đến cục diện của Trận Stalingrad. Có điều nó cũng cho thấy nhiều yếu kém trong tổ chức của các quân đoàn xe tăng Liên Xô, đặc biệt là những yếu kém trong việc thực hiện các chiến dịch độc lập với yêu cầu cao về sự tính toán chi tiết, tỉ mỉ với thời gian kéo dài. Không chỉ Quân đoàn xe tăng 24 mà hầu như các Quân đoàn xe tăng khác đều buộc phải cơ động chiến dịch trên một khoảng cách lớn từ 180 đến 240 km với tốc độ di chuyển lên đến 40–50 km trong một ngày. Trong khi đó, các cơ sở hậu cần, quân nhu, đạn dược, quân y không theo kịp. Trong điều kiện đó, cách duy nhất để bổ sung nguồn tiếp liệu là từ các chiến lợi phẩm chiếm được trong hành tiến. Tuy nhiên, không phải mục tiêu tấn công nào cũng có đủ chiến lợi phẩm. Các sư đoàn bộ binh cũng không cơ động đủ nhanh để theo kịp lực lượng thiết giáp. Vì vậy, quân Đức đã lợi dụng việc này để cắt đứt liên lạc giữa lực lượng tăng thiết giáp với căn cứ hậu cần và vô hiệu hóa ý đồ chia cắt các đơn vị quân Đức trong khu vực này.
Việc lực lượng thiết giáp bị tổn thất nặng và bị mất nhiều xe tăng đã khiến các sĩ quan chỉ huy Liên Xô cũng nhận ra những rủi ro bất thường có thể xảy đến khi tiến hành các đòn đánh thọc sâu vào hậu cứ của đối phương. Tất cả những kinh nghiệm này dẫn tới nhiều điều chỉnh về chiến thuật của Quân đội Liên Xô. Họ đã xúc tiến việc thành lập các tập đoàn quân xe tăng với tư cách là một lực lượng độc lập có thể thực thi những đòn đánh thọc sâu vào hậu cứ đối phương. Biên chế các Tập đoàn quân xe tăng bắt buộc phải có một quân đoàn bộ binh cơ giới và một lữ đoàn pháo chống tăng tự hành để cơ động cùng với xe tăng và yểm hộ xe tăng. Trong trường hợp không đủ lực lượng thì phải bố trí các quân đoàn xe tăng tấn công theo từng đôi một để yểm hộ lẫn nhau.

## Khen thưởng
Thiếu tướng V. M. Badanov được tặng thưởng Huân chương Suvorov - ông là người đầu tiên được thưởng huân chương này và sau đó được điều đi làm Tư lệnh của Tập đoàn quân xe tăng cận vệ số 4 một thời gian. Lực lượng của ông tham gia Chiến dịch Kutuzov vào tháng 7 năm 1943. Từ năm 1944 trở đi, ông lãnh đạo Trường sĩ quan Tăng - Thiết giáp của Quân đội Liên Xô và được thăng quân hàm Trung tướng.
Ngay sau trận chiến tại Tatsinskaya, Quân đoàn xe tăng số 24 được đổi tên thành Quân đoàn xe tăng cận vệ số 2 với tên gọi "Tatsinskaya" như một kỷ niệm cho thành tích họ đạt được tại đây. Lực lượng này về sau đóng một vai trò quan trọng trong trận đấu xe tăng nổi tiếng tại làng Prokhorovka ở Vòng cung Kursk cũng như nhiều chiến dịch quan trọng sau đó trong Cuộc chiến tranh vệ quốc vĩ đại.
Đại tá Nechaev, người chỉ huy chiếc xe tăng cuối cùng của Quân đoàn xe tăng 24 cũng được phong danh hiệu Anh hùng Liên bang Xô Viết cho những chiến công của mình.

## Ảnh hưởng trong văn hóa đại chúng
Trong game Call of Duty: Finest Hour, hai nhiệm vụ cuối cùng của Liên Xô diễn ra tại Tatsinskaya. Người chơi là một binh sĩ điều khiển xe tăng tấn công vào sân bay với nhiệm vụ tiêu diệt toàn bộ quân Đức trong tháp điều khiển. Tên của nhân vật do người điều khiển là Nikolai Badanov, một cách nhái lại tên của Thiếu tướng Tư lệnh Vasily Mikhailovich Badanov.

## Chú giải
1. ↑  Lúc đó 1 lữ đoàn xe tăng gồm 2 tiểu đoàn xe tăng (thường gồm 10 xe tăng T-34 và 10 xe tăng hạng nhẹ T-70) và 5 tiểu đoàn bộ binh cơ giới, 1 khẩu đội pháo chống tăng và bộ chỉ huy.
2. ↑  1 trung đoàn bộ binh cơ giới gồm 3 tiểu đoàn bộ binh cơ giới, 1 tiểu đoàn pháo binh, 1 tiểu đoàn phòng không, 1 khẩu đội cối và bộ chỉ huy.
3. ↑  Biên chế quân đội Liên Xô trong Chiến tranh thế giới thứ hai quy định một quân đoàn xe tăng có 3 lữ đoàn, mỗi lữ đoàn có 3 tiểu đoàn; sức chiến đấu tương đương một sư đoàn xe tăng của quân đội Đức Quốc xã. (S. M. Stemenko. Bộ Tổng tham mưu Xô Viết trong chiến tranh. Tập 1. Trang 451.)
4. ↑  Một cơ số (còn được biết với tên là 'combat load') là số đạn dược, nhiên liệu, quân trang, quân dụng... theo tiêu chuẩn mà một người lính, một bộ khí tài, một xe chiến đấu (máy bay, chiến hạm...), một đơn vị lực lượng vũ trang sử dụng trong 1 ngày chiến đấu.
5. ↑  Konstantinov:Mật danh của G. K. Zhukov